# Messenger-RNA

mRNA-structuur

Messenger-RNA (mRNA), boodschapper-RNA, speelt een centrale rol in het tot expressie brengen van genetische informatie. Messenger-RNA is een vorm van RNA die als 'boodschapper' (messenger) twee processen met elkaar verbindt: de transcriptie, waarbij een stuk DNA (een gen) overgeschreven wordt tot mRNA, en de translatie, waarbij het mRNA wordt vertaald naar een keten van aminozuren (een eiwit). In organismen is RNA doorgaans enkelstrengig en kan het zeer complexe driedimensionale structuren aannemen, terwijl DNA dubbelstrengig is. Dubbelstrengig-RNA komt wel voor in het genetisch materiaal van sommige RNA-virussen, en speelt in planten een rol bij cellulaire immuniteit.
Schematisch:
- DNA — transcriptie → mRNA — translatie → eiwit

In de loop van de jaren heeft men ontdekt dat er na de transcriptie nog allerlei andere processen plaatsvinden. Hierbij wordt het mRNA bewerkt voordat getransleerd wordt. De belangrijkste van deze processen zijn: RNA-processing, splicing en RNA-editing.
Het onbewerkte RNA, zoals dat direct na de transcriptie gevormd wordt, wordt dan pre-mRNA genoemd. Het bewerkte RNA, zoals dat getransleerd wordt, wordt gewoon mRNA genoemd. Het schema ziet er nu als volgt uit:
- DNA — transcriptie → pre-mRNA — RNA-processing, splicing, RNA-editing of alternatieve splicing → mRNA — translatie → eiwit

## Gebruik als vaccin
Zowel het COVID-19-vaccin van Moderna als BNT162b2 van de Duits-Amerikaanse tandem Pfizer-BioNTech zijn gebaseerd op een stuk messenger-RNA dat in de cellen van de mens de eiwitten aanmaakt van virusuitsteeksels. Deze komen dan aan de buitenkant van de cellen te staan. Deze lichaamsvreemde eiwitten activeren het immuunsysteem. Het messenger-RNA is zeer kwetsbaar en wordt ingepakt in een liposoom, tot het mRNA de cel binnendringt.